# Snežana Hrepevnik
Snežana Hrepevnik (serbisch-kyrillisch Снежана Хрепевник; * 13. November 1948 in Belgrad; † 13. Mai 1981 ebenda) war eine jugoslawische Leichtathletin. Sie gewann bei Mittelmeerspielen zwei Goldmedaillen und eine Silbermedaille im Hochsprung.

## Sportliche Karriere
Die 1,84 Meter große Snežana Hrepevnik startete für den AK 21. Maj in Belgrad. Zwischen 1967 und 1978 gewann sie zehn jugoslawische Meistertitel im Hochsprung, nur 1974 und 1976 siegte eine andere Springerin. Jugoslawische Hallenmeisterschaften wurden während ihrer Karriere nicht ausgetragen. Ihre Bestleistung von 1,87 Meter sprang sie am 20. Juni 1976 in Celje.
Bei den Europäischen Hallenspielen 1967 in Prag belegte Hrepevnik mit 1,70 Meter den sechsten Platz. Im September 1967 bei den Mittelmeerspielen in Tunis siegte sie mit 1,70 Meter mit neun Zentimetern Vorsprung vor ihrer Landsfrau Đurđa Fočić. 1968 wurde Hrepevnik mit 1,76 Meter Vierte bei den Europäischen Hallenspielen in Madrid, wobei sie die gleiche Höhe wie die Zweitplatzierte überquerte und nur wegen der höheren Anzahl an Fehlversuchen keine Medaille erhielt. Bei den Olympischen Spielen 1968 in Mexiko-Stadt übertrafen 14 Springerinnen die Qualifikationshöhe von 1,74 Meter. Hrepevnik konnte diese Höhe im Finale nicht wiederholen und wurde mit 1,68 Meter 14.
1969 bei den Europameisterschaften in Athen erreichte Hrepevnik mit 1,77 Meter den sechsten Platz. Im März 1970 wurden in Wien die ersten offiziellen Halleneuropameisterschaften ausgetragen und damit die Hallenspiele ersetzt. Im Hochsprung erreichte Hrepevnik mit 1,76 Meter den fünften Platz. Bei der Universiade 1970 in Turin gewann Hrepevnik mit 1,86 Meter. Im März 1971 bei den Halleneuropameisterschaften in Sofia erreichte Hrepevnik mit 1,76 Meter den fünften Platz. Im August bei den Europameisterschaften in Helsinki wurde sie Achte mit 1,78 Meter. Im Oktober 1971 wurden die Mittelmeerspiele in Izmir ausgetragen. Hrepevnik siegte mit 1,77 Meter vor der Italienerin Sara Simeoni. 1972 bei den Olympischen Spielen in München übertrafen 23 von 40 Springerinnen die Qualifikationshöhe von 1,76 Meter. Hrepevnik wiederholte diese Höhe im Finale und belegte damit den 19. Platz.
1973 wurde Hrepevnik mit 1,80 Meter Zehnte bei den Halleneuropameisterschaften in Rotterdam. 1975 bei den Mittelmeerspielen in Algier siegte Simeoni mit 1,89 Meter vor Hrepevnik mit 1,80 Meter und Fočić mit 1,75 Meter. 1976 bei den Olympischen Spielen in Montreal bewältigten 21 Springerinnen die Qualifikationshöhe von 1,80 Meter. Hrepevnik steigerte sich im Finale auf 1,84 Meter und belegte damit den 12. Rang. 1977 wurde sie mit 1,80 Meter Siebte bei den Halleneuropameisterschaften in San Sebastián. Ihren letzten großen internationalen Wettkampf bestritt Snežana Hrepevnik bei den Europameisterschaften 1978 in Prag. Mit 1,85 Meter wurde sie noch einmal Siebte.